# Кольненський повіт
Кольненський повіт (пол. powiat kolneński) — один з 14 земських повітів Підляського воєводства Польщі.
Утворений 1 січня 1999 року в результаті адміністративної реформи.

## Загальні дані
Адміністративний центр — місто Кольно.
Станом на 1.01.2008 населення становить 39 387 осіб, площа 940,11 км².

## Демографія
Демографічні дані повіту станом на 30.06.2005:
|       | Всього | Всього | Жінки  | Жінки | Чоловіки | Чоловіки |
| ----- | ------ | ------ | ------ | ----- | -------- | -------- |
|       | осіб   | %      | осіб   | %     | осіб     | %        |
| Повіт | 39 955 | 100    | 19 865 | 49,7  | 20 090   | 50,3     |
| Міста | 13 268 | 100    | 6758   | 50,9  | 6510     | 49,1     |
| Села  | 26 687 | 100    | 13 107 | 49,1  | 13 580   | 50,9     |